# Nicola Bux

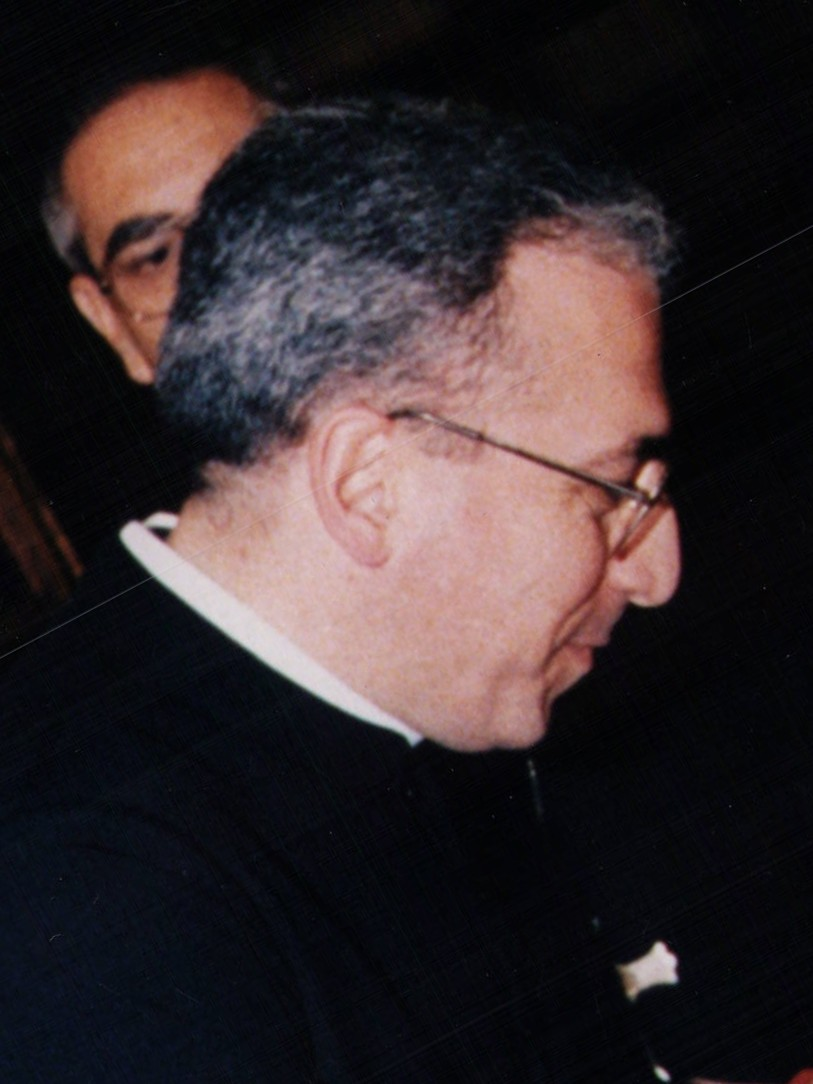
Nicola Bux (2019)

Nicola Bux (* 30. November 1947 in Bari) ist ein italienischer Geistlicher.

## Leben
Nach der Priesterweihe am 6. Dezember 1975 lehrte er als Professor für Liturgie und Sakramentologie am Institut für Ökumenische und Patristische Theologie in Bari.
Er ist Berater des Dikasteriums für die Glaubenslehre und des Dikasteriums für die Selig- und Heiligsprechungsprozesse sowie des Amtes für die Liturgischen Feiern des Papstes und der Zeitschrift Communio.

## Schriften (Auswahl)
- Confessione, penitenza e comunione nelle Epistole canoniche di San Basilio. Milano 1983, OCLC 949054745 (zugleich Dissertation, Pontificio Istituto Orientale 1983).
- Codici liturgici latini di terra santa. Liturgic Latin codices of the Holy Land (= Studium biblicum franciscanum. Band 8). Schena, Fasano 1990, ISBN 88-7514-392-7.
- Fonti per la storia della liturgia (= Per la storia della Chiesa di Bari. Studi e materiali. Band 5). Edipuglia, Bari 1991, OCLC 800993425.
- L’Odegitria della cattedrale. Storia, arte, culto (= Per la storia della Chiesa di Bari. Band 11). Edipuglia, Bari 1995, ISBN 88-7228-134-2.
- Il quinto sigillo. L’unità dei cristiani verso il terzo millennio (= Catholica. Band 2). Libreria editrice vaticana, Vatikan 1997, ISBN 88-7228-134-2.
- Mit den Sakramenten spielt man nicht. Über eine fehlgeleitete Sakramentenpraxis. Una Voce, Tremsbüttel 2018, ISBN 3-926377-45-3.